# Kingdom (álbum)
Kingdom é o sexto álbum da cantora japonesa Koda Kumi. Foi lançado no dia 30 de janeiro de 2008, ficando em primeiro lugar na Oricon Albums Chart  com 84,116 cópias vendidas, e também alcançou o primeiro lugar no United World Charts com 421,302 cópias vendidas.
O CD conta com três versões distintas, uma com apenas o CD, uma em que o CD é acompanhado de um DVD com todos os clipes das faixas do álbum, e a terceira edição, que é limitada, acompanhada de um 2º DVD com o show "Premium Limited Live in Hall in Yokohama Arena".
Seus singles foram: But/Aisho, limitado a cópias produzidas entre março e maio, Freaky, maxi-single que alcançou #1 no ranking semanal, Ai no Uta, balada que teve mais de 1 milhão de downloads legais, Last Angel, uma colaboração com a boy band coreana, Tohoshinki, e Anytime, lançado uma semana antes do álbum e limitado a 50 mil cópias. Juntos, os singles venderam 597.673 cópias. 

## Formatos e faixas
| N.º | Título                                                | Letras                        | Música                                                           | Duração |  |
| 1.  | "Introduction For Kingdom"                            | Kumi Koda                     | Kumi Koda                                                        | 1:40    |  |
| 2.  | "Last Angel feat. Tohoshinki"                         | Kumi Koda, H.U.B.             | Hugo Lira, Negin, Ian-Paolo Lira, Thomas Gustafsson              | 3:48    |  |
| 3.  | "Amai Wana (甘い罠)"                                  | Kumi Koda                     | Hiro                                                             | 3:58    |  |
| 4.  | "Himitsu (秘密)"                                      | Kumi Koda                     | Daisuke "D.I" Imai                                               | 4:23    |  |
| 5.  | "Ai No Uta (愛のうた)"                                | Kumi Koda, Kosuke Morimoto    | Kosuke Morimoto                                                  | 4:51    |  |
| 6.  | "Anytime"                                             | Kumi Koda                     | Hideya Nakazaki                                                  | 4:09    |  |
| 7.  | "Under"                                               | Kumi Koda                     | Adam Royce, Curtis Richardson, Nyticka Henringway                | 3:39    |  |
| 8.  | "But"                                                 | Kumi Koda                     | Tommy Henriksen                                                  | 3:37    |  |
| 9.  | "Koi No Mahō (恋の魔法)"                              | Kumi Koda                     | Yuta Nakano                                                      | 4:32    |  |
| 10. | "Aishō (愛証)"                                        | Kumi Koda                     | Reika Yuuki                                                      | 3:52    |  |
| 11. | "Anata Ga Shite Kureta Koto (あなたがしてくれたこと)" | Kumi Koda                     | Daisuke Inoue                                                    | 4:11    |  |
| 12. | "Wonderland"                                          | Kumi Koda                     | Nao Tanaka                                                       | 3:27    |  |
| 13. | "Freaky"                                              | Kumi Koda                     | Tommy Henriksen                                                  | 3:18    |  |
| 14. | "More"                                                | Kumi Koda                     | Anna-Maria La Spina, Christopher Lee-Joe, Philippe-Marc Anquetil | 3:11    |  |
| 15. | "Black Cherry"                                        | Kumi Koda, Daisuke "D.I" Imai | Daisuke "D.I" Imai                                               | 2:59    |  |

### DVD 1
1. Introduction For Kingdom  (PV)
2. Anytime (PV Album Version)
3. Freaky  (PV)
4. Under (PV)
5. Koi No Mahō (PV)
6. Himitsu (PV)
7. Ai No Uta (PV Album Version)
8. More (PV)
9. Amai Wana (PV)
10. Aishō (PV)
11. Anata Ga Shite Kureta Koto (PV)
12. Wonderland  (PV)
13. Run For Your Life (PV)
14. But (PV)
15. Last Angel feat. Tohoshinki (PV)
16. Black Cherry  (Live Version)

### DVD 2
~Premium Limited Live In Hall In Yokohama Arena~
1. Cherry Girl
2. But
3. Won't Be Long
4. Someday
5. You
6. Hands
7. More
8. Your Song
9. Koi No Tsubomi
10. Sweet Love
11. Wind

- Encore

1. Freaky
2. Girls
3. Through The Sky